# ATP Praga 1994
l'ATP Praga 1994 è stato un torneo di tennis giocato sulla terra rossa. È stata l'8ª edizione dell'ATP Praga che fa parte della categoria World Series nell'ambito dell'ATP Tour 1994. Si è giocato a Praga in Repubblica Ceca dall'1 al 6 agosto 1994.

## Campioni

### Singolare
Sergi Bruguera ha battuto in finale  Andrij Medvedjev con il punteggio di 6–3, 6–4

### Doppio
Karel Nováček /  Mats Wilander hanno battuto in finale  Tomáš Krupa /  Pavel Vízner per Walkover